# Battuszijja
Battuszijja (arab. بطوشية) – wieś w Syrii, w muhafazie Aleppo, w dystrykcie Manbidż. W 2004 roku liczyła 808 mieszkańców.